# Шердинг
Шердинг град је у Аустрији, смештен у северозападном делу државе. Значајан је град у покрајини Горња Аустрија, где је седиште истоименог округа Шердинг.

## Природне одлике
Шердинг се налази у северозападном делу Аустрије, на самој граници са Немачком. Град је близу значајног немачког града Пасауа, који се налази свега 11 km северно. Шердинг се налази 290 км западно од Беча. Главни град покрајине Горње Аустрије, Линц, налази се 105 km источно од града.
Град Шердинг се сместио у валовитом подручју западно Горње Аустрије. Град се налази на реци Ин, која је у овом делу граница ка суседној Немачкој. Надморска висина града је око 310 m. 

## Становништво
| 1971. | 1981. | 1991. | 2001. | 2011. |
| ----- | ----- | ----- | ----- | ----- |
| 5.891 | 5.741 | 5.446 | 5.052 | 4.955 |

Данас је Шердинг град са око 5.000 становника. Последњих деценија број градског становништва стагнира.

## Галерија
- Градска Римокатоличка црква св. Ђорђа
- Куће на главном тргу
- Старе зидине Шердинга
- Туристички уред града